# More Dead Cops 1981-1987
More Dead Cops 1981-1987 è una raccolta degli MDC.

## Tracce
1. John Wayne Was a Nazi
2. Born to Die
3. Multi-Death Corporation
4. Selfish Shit
5. Radioactive Chocolate
6. No Place to Piss
7. Kleptomaniac
8. Chicken Squawk
9. Pecking Order (Death of a Nun)
10. Pay to Come Along
11. Revolution in Rock
12. Spanish Castle Magic
13. Born Under a Bad Sign